# جول لورنس
جول لورنس (انگلیسی: Joel Lawrence؛ زاده ۲۴ سپتامبر ۱۹۶۴) یک بازیگر مرد فیلم‌های پورنوگرافی است.